# Championnat de Grenade de football 2011
Navigation
Saison précédente Saison suivante
La saison 2011 du Championnat de Grenade de football est la quarantième édition de la Premier Division, le championnat national à la Barbade. Les dix équipes engagées sont regroupées au sein d'une poule unique où elles s'affrontent à deux reprises. En fin de saison, le dernier du classement est relégué tandis que l'avant-dernier dispute un barrage de promotion-relégation face au vice-champion de First Division.
C'est le Hard Rock FC qui remporte la compétition cette saison après avoir terminé en tête du classement final, avec un seul point d'avance sur l'ASOMS Paradise et cinq sur Grenada Boys Secondary School FC. C'est le tout premier titre de champion de Grenade de l'histoire du club.

## Les clubs participants
- Chantimelle FC
- Carib Hurricanes FC
- ASOMS Paradise
- Hard Rock FC
- Queens Park Rangers
- Fontenoy United
- South Stars FC
- Ball Dogs FC
- Grenada Boys Secondary School FC
- Eagle Super Strikers

## Compétition
Le barème de points servant à établir le classement se décompose ainsi :
- Victoire : 3 points
- Match nul : 1 point
- Défaite : 0 point

### Classement
| Rang | Équipe                           | Pts | J  | G  | N | P  | Bp | Bc | Diff |
| ---- | -------------------------------- | --- | -- | -- | - | -- | -- | -- | ---- |
| 1    | Hard Rock FC                     | 39  | 18 | 12 | 3 | 3  | 33 | 13 | +20  |
| 2    | ASOMS Paradise                   | 38  | 18 | 12 | 2 | 4  | 49 | 21 | +28  |
| 3    | Grenada Boys Secondary School FC | 34  | 18 | 10 | 4 | 4  | 25 | 13 | +12  |
| 4    | Queens Park Rangers              | 28  | 18 | 8  | 4 | 6  | 25 | 18 | +7   |
| 5    | Eagle Super Strikers             | 27  | 18 | 8  | 3 | 7  | 34 | 28 | +6   |
| 6    | Carib Hurricanes FC              | 26  | 18 | 8  | 2 | 8  | 29 | 29 | 0    |
| 7    | Chantimelle FC                   | 23  | 18 | 7  | 2 | 9  | 27 | 28 | -1   |
| 8    | Fontenoy United                  | 21  | 18 | 6  | 3 | 9  | 21 | 28 | -7   |
| 9    | Ball Dogs FC                     | 14  | 18 | 4  | 2 | 12 | 21 | 33 | -12  |
| 10   | South Stars FC                   | 6   | 18 | 1  | 3 | 14 | 13 | 66 | -53  |

|  | Champion de Grenade 2011                         |
|  | Participation au barrage de promotion-relégation |
|  | Relégation en First Division                     |

### Barrage de promotion-relégation
Ball Dogs FC, neuvième de Premier Division, affronte le vice-champion de deuxième division. Les résultats ne sont pas connus mais il s'avère que Ball Dogs FC perd le barrage et doit donc descendre en deuxième division.

## Bilan de la saison
| Championnat de Grenade de football 2011 |                          |
| Champion                                | Hard Rock FC (1er titre) |
| Coupes et trophées                      |                          |
| Vainqueur de la Coupe de Grenade 2011   | Non disputée             |
| Qualifications continentales            |                          |
| CFU Club Championship 2012              | Aucun                    |
| Promotions et relégations               |                          |
| Promus en Premier Division              | Police FC                |
| Promus en Premier Division              | Boca Juniors             |
| Relégués en First Division              | Ball Dogs FC             |
| Relégués en First Division              | South Stars FC           |